# 신종군
신종군 이효백(新宗君 李孝伯, 1416년 ~ 1487년 3월 13일)은 조선 전기의 왕족, 무신으로 정종의 10남 덕천군 이후생의 장남이다. 처음 부정(副正)에 제수되고 1467년 신종군으로 승작되었다. 자(字)는 희삼(希參), 본관은 전주(全州). 시호는 공간(恭簡)이다. 화살을 잘 쏘았다 한다. 1468년(세조 14) 무과에 급제하고, 문과에도 2등으로 급제했다. 이종무의 외손이고, 원교 이광사는 그의 8대손이다.

## 생애
아버지는 정종의 서10남 덕천군 후생이고, 어머니는 양산현부인(陽山縣夫人)으로 고종 때 증 고택군부인(贈 高澤郡夫人)에 추증된 장수이씨로, 대마도를 정벌한 장천부원군 양후공(襄厚公) 이종무(李從茂)의 딸이다. 부인은 동지중추부사 최경례의 딸 예안현부인 예안 최씨(禮安 崔氏)이다. 동생 이효숙(李孝叔), 이효성(李孝誠), 이효창(李孝昌) 등과 함께 4형제가 모두 활을 잘 쏘았는데, 그는 그 중 가장 잘 쏘았다고 한다. 활을 잘 쏴서 그는 세조, 예종, 성종의 총애를 받았다.
처음 부정(副正)에 제수되었고, 활을 잘 쏘아 1459년(세조 5) 세조가 친히 주관한 모화관(慕華館)에서의 활쏘기 시험에서 화살 30개 중 29개를 과녁에 적중시켜, 크게 감탄한 세조의 특명으로 당상관에 승진했다. 그 뒤 문과에 2등으로 합격했다. 곧 정의대부(正義大夫)에 오르고 1467년(세조 13) 10월 14일 신종군(新宗君)에 봉해졌다.
1467년1 이시애(李施愛)의 난으로 세조가 친히 이시애 군 정벌대를 편성할 때 선봉장으로 출전했다. 1468년(세조 14) 무과에 급제하였다. 이때 말타기 시험에서 합격하지 못하여 스스로 급제를 사양했으나, 세조가 내가 선발했다며 급제취소 상소를 거절하였다. 1468년(예종 즉위년) 예종이 즉위하자 승헌대부(承憲大夫)로 승진, 겸사복장(兼司僕將)에 임명되었으나, 학식이 없음을 이유로, 학업을 성취하면 후일에 기용하는 조건으로 체직되었다. 1469년 1월 1일 겸 사복장이 되었다. 그해 4월 호랑이 사냥에 출전하였고, 다시 신종군에 봉군되었다. 1481년(성종 12)  공정 대왕(恭靖大王, 정종)에게 묘호를 추존할 것을 상소했으나, 성종으로부터 자손들의 진정으로 추진할수 없다며 거절당했다. 1482년 성종이 하사한 활이 마음에 들지 않아, 내관에게 청하여 어부(御府)의 양궁(良弓)과 교환하자는 청을 했다가 사헌부대사헌 채수(蔡壽) 등의 탄핵을 받았으나, 성종이 무마시켰다.이다. 활을 잘 쏘는 종친이라 하여 거평정 이복(居平正 李復)과 진례정 이형(進禮正 李衡) 등 일곱 사람과 함께 사종(射宗)이라는 별칭을 들었다.
1487년 3월 13일에 죽으니 성종임금이 조회를 철회하고 조제(弔祭)와 예장(禮葬)을 내려주었다. 바로 시호가 내려졌으며 시호는 공간(恭簡)이다. 일을 공경하여 윗사람에게 이바지하는 것이 공(恭)이요 평이(平易)하고 게을리하지 않는 것이 간(簡)이다.(敬事供上曰恭, 平易不懈曰簡)이다. 경기도 광주군 낙생면(廣州郡 樂生面 道論里) 건좌(乾坐, 후일의 경기도 성남시 분당구 석운동 산16번지)에 매장되었고, 묘소는 부인 군부인 예안최씨와 쌍분으로 조성되었다. 그의 후손 중에 백헌 이경석, 원교 이광사, 영재 이건창 등이 있다. 묘지문은 8대손 이광사(李匡師)가 찬했다.

## 같이 보기
- 이시애의 난
- 호랑이
- 덕천군